# Universität Bützow
Die Friedrichs-Universität Bützow war eine frühneuzeitliche, deutsche Universität in Bützow in Mecklenburg. Sie bestand von 1760 bis 1789.

## Geschichte

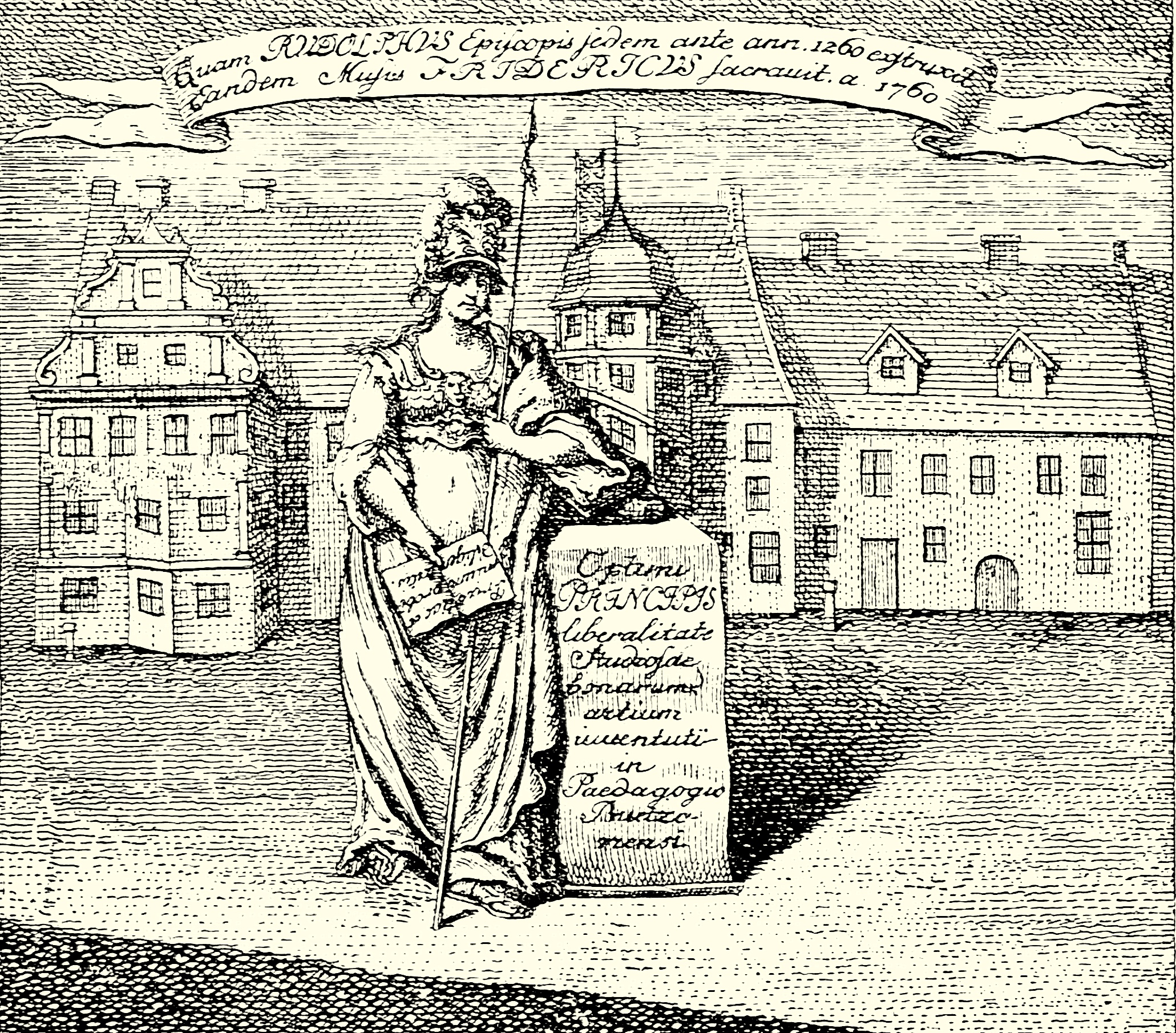
Academia Fridericiana Buetzoviensi

Die nach ihrem Gründer benannte Academia Fridericiana Buetzoviensi (Friedrichs-Universität Bützow) wurde im Herbst 1760 durch Herzog Friedrich (1756–1785) gegründet, dem Regenten des Landesteils Mecklenburg-Schwerin. Einen Anlass für die Entstehung der Bützower Universität lieferte eine Auseinandersetzung zwischen dem pietistischen Landesherrn und der der Orthodoxie verhafteten theologischen Fakultät der Universität Rostock um die Besetzung eines theologischen Lehrstuhls mit dem ebenfalls dem Pietismus nahestehenden Christian Albrecht Döderlein (1758). Dieser Streit, der sich allerdings in langjährige Machtkämpfe zwischen den mecklenburgischen Landesherrn und der alten Hansestadt Rostock einordnet, eskalierte durch den Umstand, dass Herzog und Stadt gleichermaßen Patrone der Universität Rostock waren und z. B. ihre eigenen Professorenkollegien unterhielten.
Untergebracht war die Universität Bützow im Schloss, einem dreigeschossigen Palas der ehemaligen Bischofsburg, einstige Residenz des Bistums Schwerin. Als Aula und Universitätskirche wurde die Stiftskirche Bützow genutzt. Durch Befehl des Herzogs vom 4. Oktober 1760 wurde der Universitätsbetrieb eröffnet. Beschwerden des Rostocker Rates beim Engeren Ausschuss der mecklenburgischen Stände und beim Reichskammergericht in Wetzlar gegen die Neugründung blieben ohne Erfolg. Ebenso erfolglos blieb der Versuch des Herzogs, die Universität Rostock schließen zu lassen.
Zwar konnte Friedrich mit seiner Neugründung die Rostocker Konkurrenz nicht vollständig aufheben, aber er zog einen beträchtlichen Teil der dortigen Studenten zu seiner Neugründung ab. Dennoch blieb die Frequenz der Bützower Hochschule auf Dauer gering. Während der knapp drei Jahrzehnte ihrer Existenz waren 779 Studenten – überwiegend Mecklenburger – in Bützow immatrikuliert.
Angesichts des sich langsam abzeichnenden Niedergangs der Universität vereinigte Friedrichs Nachfolger, Herzog Friedrich Franz I. (1785–1837) die Bützower Universität am 27. April 1789 wieder mit der Universität Rostock. Die meisten Professoren wurden dorthin übernommen sowie auch die Bestände der Universitätsbibliothek und die Instrumente der Universitätssternwarte.

### Fazit
Traditionell wurden Gründung und Existenz der Bützower Universität seither als Panne bzw. Makel der Rostocker Universitätsgeschichte angesehen und dargestellt. Ein Umdenken erfolgte erst in jüngster Zeit, gefördert insbesondere durch Forschungsergebnisse und Publikationen von Matthias Asche. Im Rostocker Matrikelportal werden heute auch alle Studenten gelistet, die sich einst in Bützow immatrikuliert hatten.

## Universitätssiegel
Quelle:
Das Bützower Universitätssiegel war 5 cm hoch und 4 cm breit. In der Mitte befindet sich ein Kruzifix, zu dem links und rechts ein Wanderer herantritt. Darunter steht Zach. XII, 10 und darunter die Jahreszahl 1760. 
Im Halbkreis über dem Kruzifix liest man: 

„Habemus, qui praestat promissa patris“

„Wir haben jemanden, der die Versprechen des Vaters erfüllt.“

und darüber im Halbkreis:

„Sigillum Academiae Butzoviensis“

„Siegel der Akademie Bützow“

## Fakultäten

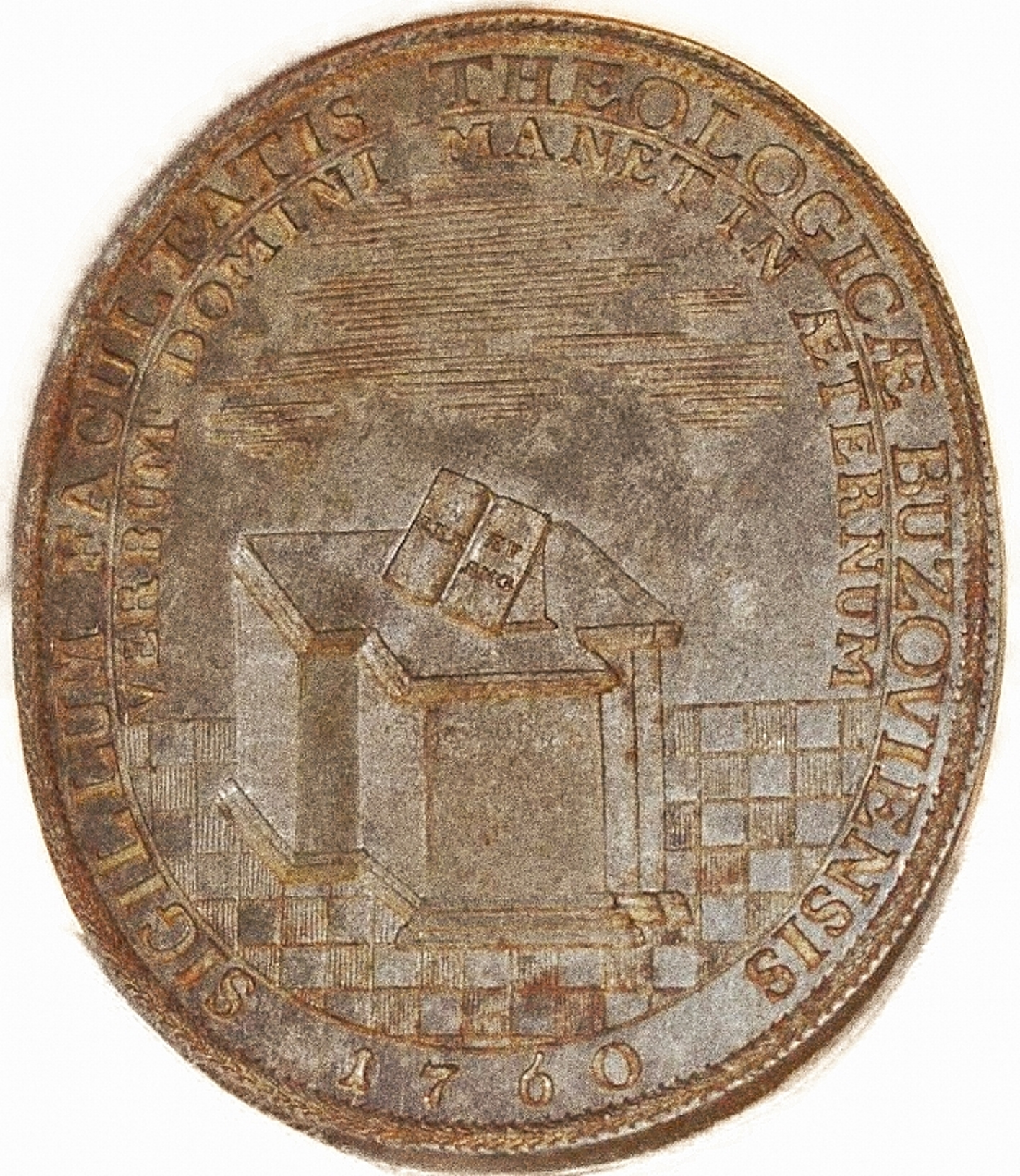
Siegel der Theologischen Fakultät

Die Friedrichs-Universität umfasste die vier klassischen Fakultäten und war somit eine Volluniversität. Mit der Universität verbunden war – nach Vorbild der ebenfalls von Pietismus geprägten Universität Halle – das Pädagogium Bützow, welches 1780 wieder aufgehoben wurde.
Fakultäten:
- Theologische Fakultät

- Rechtswissenschaftliche Fakultät

- Medizinische Fakultät

- Philosophische Fakultät

## Universitätseinrichtungen

### Universitätssternwarte
Die Academiae Butzoviensis verfügte über eine Universitätssternwarte, diese wurde von Wenzeslaus Johann Gustav Karsten geleitet und befand sich auf dessen Wohnhaus in der Pfaffenstraße 3.

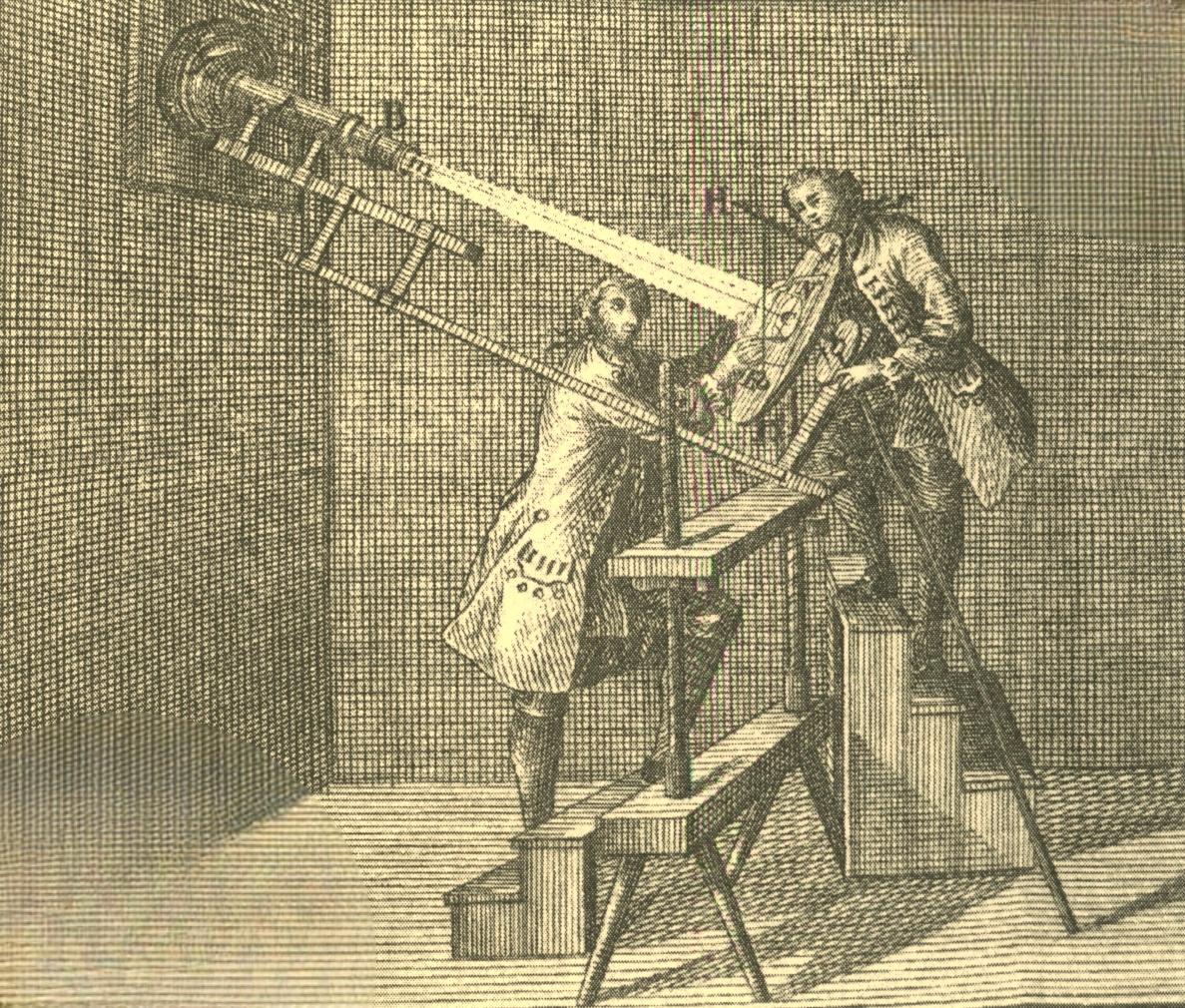
Vorrichtung zur Sonnenbeobachtung im 18. Jahrhundert

### Universitätsbibliothek
Für Bützow ordnete Herzog Friedrich der Fromme den Aufbau einer eigenen akademischen Bibliothek an, die am 7. November 1772 eröffnet wurde. Als Grundstock dafür dienten drei bis dahin in Schwerin gelagerte Fürstenbibliotheken. Es handelte sich um die Bibliothek des Herzog Johann Albrecht I., eines um die Wissenschaft und Kunst des Landes verdienten Fürsten, und die Bibliotheken der Herzöge Adolph Friedrich I. und Christian Ludwig I.
Durch herzoglichen Erlass öffnete die Universitätsbibliothek an zwei Tagen in der Woche auch der Öffentlichkeit ihre Türen, dem nachgestellt entstanden durch den Landesfürsten „Gesetze für die öffentliche Bibliotheck zu Bützow“.

„Die Bibliothek soll alle Mittwoch von 2. bis 3., und des Sonnabends im Sommer von 2. bis 5., im Winter aber von 2. bis 4. Uhr, 
ausser denen Ferien geöfnet werden, an welchen Tagen auch ein jeder die zu leihenden Bücher eine halbe Stunde vor der Eröfnung zu verlangen und wieder zu liefern hat.“

Große Verdienste mit der Leitung und der weitere Entwicklung erwarb sich der Orientalist Oluf Gerhard Tychsen, der die im Jahre 1790 auf 25.000 Bände angewachsenen Bestände bis zu seinem Tode (1815) betreute und als der Wiederbegründer der Universitätsbibliothek Rostock gelten darf.

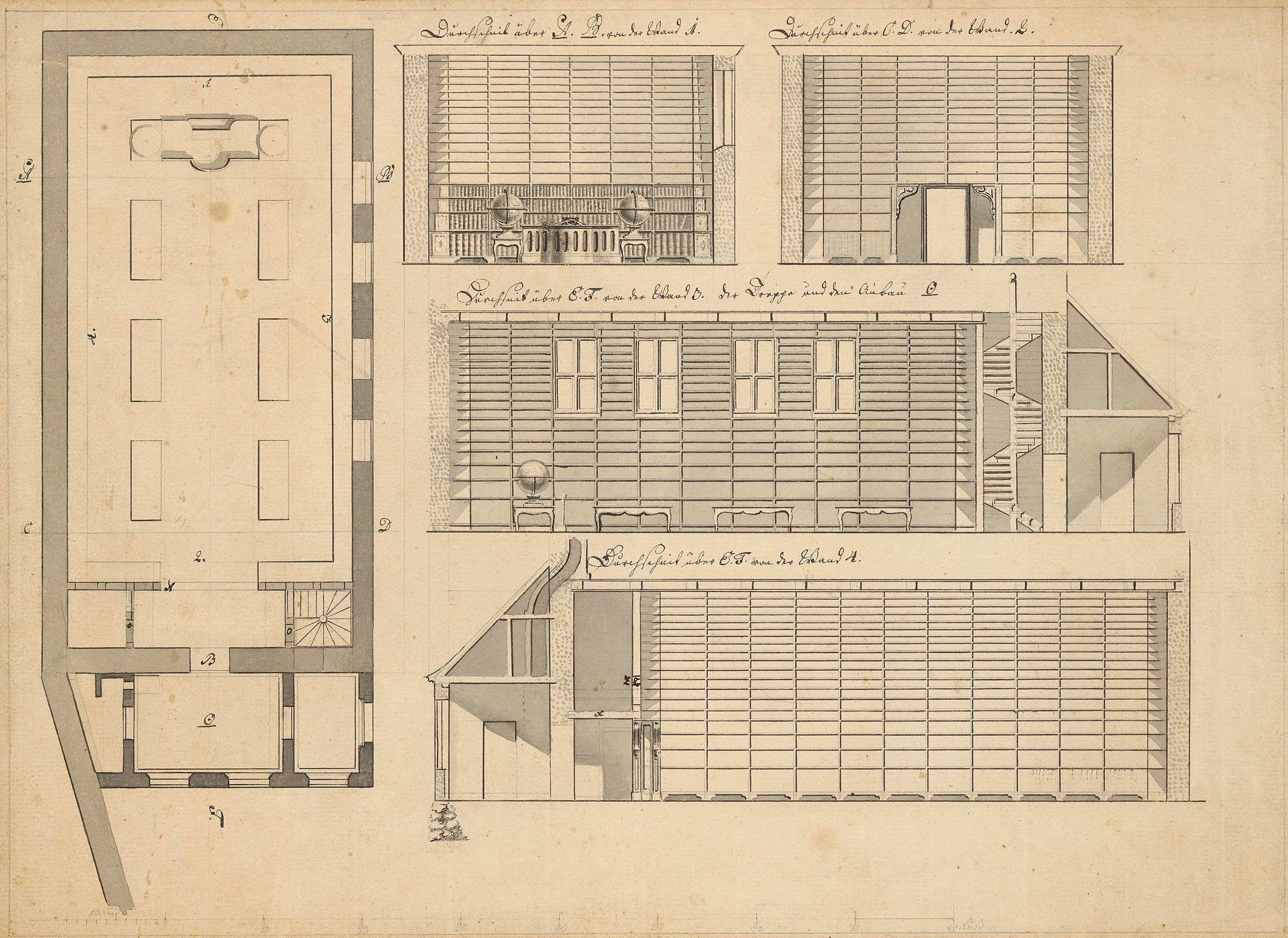
Bauplan der Bibliothek von 1769
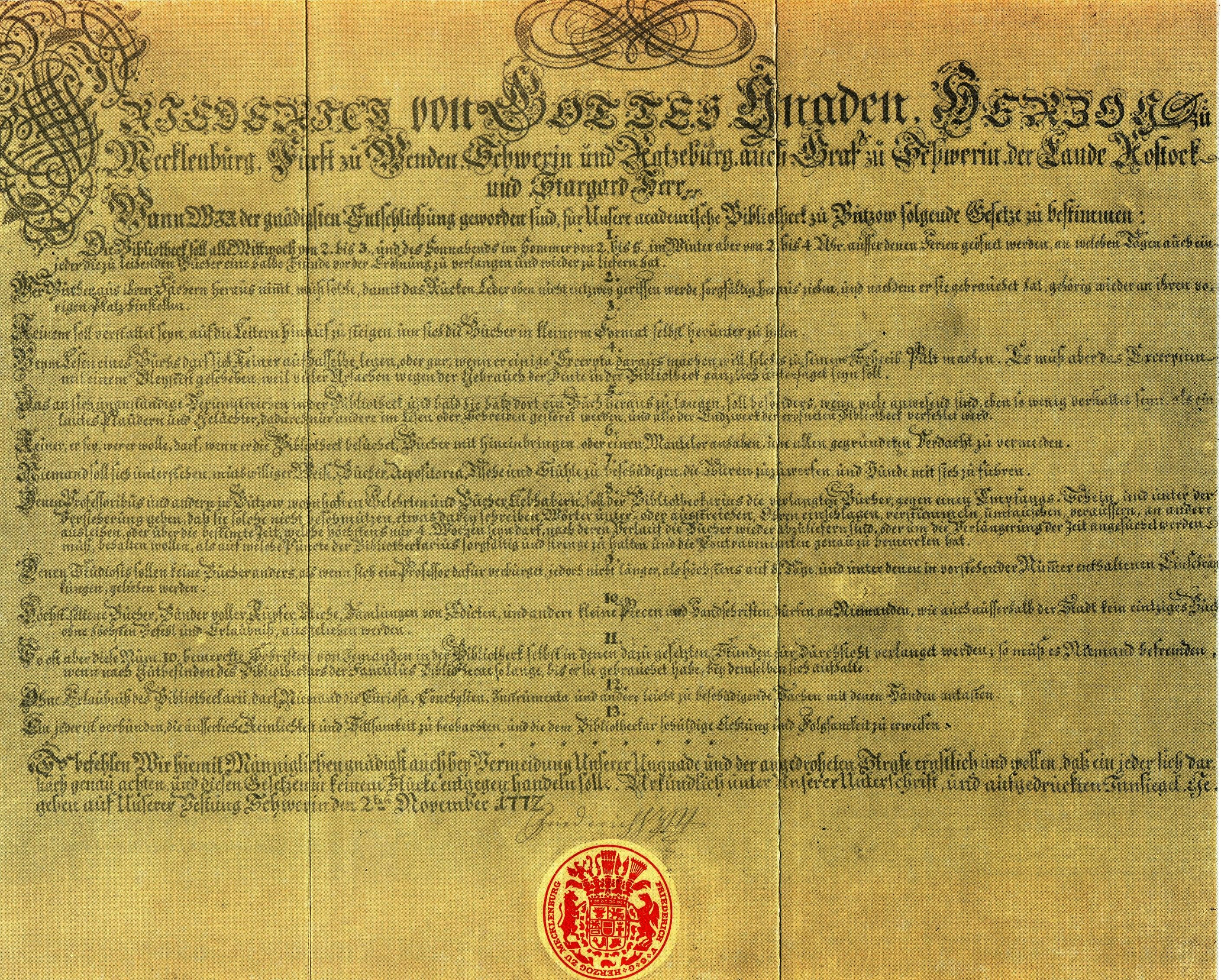
Gesetze für die öffentliche Bibliothek von 1772

### Naturalienkabinett

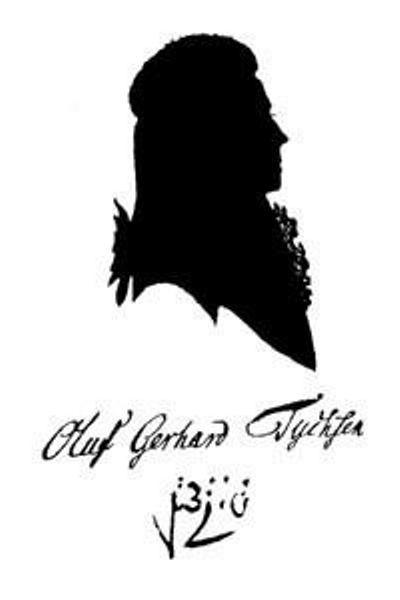
Oluf Gerhard Tychsen

Nach Eröffnung der Universitätsbibliothek bat Prof. Tychsen in schriftlicher Form, den in Sri Lanka postierten Leutnant der Artillerie Blankenburg, dass er ihm Ceylonische Handschriften und Seltenheiten zu senden möge. Blankenburg kam im Jahr 1775 in Bützow an und brachte einen ansehnlichen Vorrat an Conchilien, Seltenheiten und Singhalesisch gedruckten und geschriebenen Büchern mit. Somit wurde die Conchylien-Sammlung der Grundstock des Naturalienkabinetts der Friedrichs-Universität zu Bützow. Im Jahr 1782 hinterließ der Schweriner Kammerdiener Johann Heinrich Weiß († 7. Juli 1782 in Schwerin) testamentarisch der Bützow’schen Akademie seine private Sammlung. Der Bestand des Naturalienkabinetts erweiterte sich um weitere seltene Conchilien, Steine, Minerale, Gemme, Wendische Altertümer und naturgeschichtliche Bücher. Nach der Schließung der fürstliche Universität zu Bützow im Jahre 1789, wurde das Naturalienkabinett an die Universität Rostock verlegt und bildet seither den Grundstock der dortigen Zoologischen Sammlung. Zugehörige Bücher gelangten in die Rostocker Universitätsbibliothek. Der Verbleib von Steinen, Versteinerungen und archäologischen Funden aus dem Bützower Naturalienkabinett war bisher nicht aufzuklären.
Die Rostocker zoologische Sammlung übernahm 1880 auch Teile der großherzoglichen Sammlung aus Ludwigslust und gelangte in das Gebäude am Universitätsplatz 2, in dem sich bis heute Teile in den historischen Glasschränken befinden. Die Sammlung dient der Forschung und Lehre mit etwa 100.000 Serien von Belegstücken aus allen Taxa weltweit. Teile sind der Öffentlichkeit zugänglich.

## Bedeutende Professoren
- Angelius Johann Daniel Aepinus (1718–1784), 1760–1764 Professor für Philosophie, Herausgeber der Bützower Gelehrten Nachrichten
- Paul Theodor Carpov (1714–1765), 1760 bis 1765 Professor der Orientalischen Sprachen
- Georg Christoph Detharding (1699–1784), 1760 Professor der Medizin
- Christian Albrecht Döderlein (1714–1789), Professor der Theologie, Gründungsrektor der Universität
- Peter Johann Hecker (1747–1835), 1775 Lehrer am Pädagogium, 1778 Professor der Mathematik
- Wenzeslaus Johann Gustav Karsten (1732–1787), 1760 Professor der Mathematik
- Lorenz Karsten (1751–1829), 1783 Professor der Ökonomie und Kameralistik, 1788/89 Gründer der ersten deutschen landwirtschaftlichen Versuchsanstalt
- Ernst Johann Friedrich Mantzel (1699–1768), 1760 Professor der Rechtswissenschaften, Herausgeber der Bützowsche Ruhestunden, gesucht, in Mecklenburgschen, vielentheils, bisher noch ungedruckten, zur Geschichte und Rechtsgelahrtheit vornehmlich gehörigen Sachen.
- Johann Matthias Martini (1738–1806), 1767 Professor der Rechtswissenschaften
- Friedrich Maximilian Mauritii (1724–1799), 1768 Professor der Theologie
- Johann Peter Andreas Müller (1744–1821), 1777 Professor der Logik und Metaphysik, 1778 Professor der Theologie
- Johann Jacob Prehn (1746–1802), Professor der Rechtswissenschaften
- Johann Christian Quistorp (1737–1795), 1772 Professor der Jurisprudenz
- August Schaarschmidt (1720–1791), 1763 Professor der Chirurgie, 1776 Gründer der ersten Hebammenschule in Mecklenburg
- Johannes Nikolaus Tetens (1736–1807), 1763 Professor der Physik und Philosophie, 1765–1770 zugleich Direktor des Pädagogiums
- Eobald Toze (1715–1789), 1760 bis 1789 Professor der Geschichte
- Adolf Friedrich Trendelenburg (1737–1803), 1762 Professor der Rechtswissenschaften
- Oluf Gerhard Tychsen (1734–1815), 1763 Professor der orientalischen Sprachen, Gründer der ersten öffentlichen Bibliothek in Mecklenburg
- Samuel Simon Witte (1738–1802), 1766 Professor des Natur- und Völkerrechts
- Gotthilf Traugott Zachariae (1729–1777), 1760 Professor der Theologie, Direktor des Pädagogiums